# John Bennett Fenn
John Bennett Fenn (15. června 1917 – 10. prosince 2010) byl americký profesor analytické chemie, který obdržel společně s Kóičim Tanakou podíl na Nobelově ceně za chemii za rok 2002 za jejich práci v oboru hmotnostní spektrometrie. Fenn byl průkopníkem v použití elektrosprejové ionizace.